# 로젠크란츠와 길덴스턴은 죽었다
《로젠크란츠와 길덴스턴은 죽었다》(Rosencrantz and Guildenstern Are Dead)는 톰 스토파드의 희곡이다. 로젠크란츠와 길덴스턴이라는 셰익스피어의 햄릿에 나오는 단역을 중심으로 햄릿을 재해석한 작품이다. 톰 스토파드가 직접 각색하여 영화로 제작하기도 했다.